# كلود فرانسوا
كلود فرانسوا (بالفرنسية: Claude François) (مواليد الإسماعيلية 1 فبراير 1939 - الوفاة 11 مارس 1978) ويلقب أيضا كلوكلو هو مغني وكاتب غنائي وموسيقي ومنتج ومحرر فرنسي بدأ مَسيرته الفنية عام 1962.
باع فرانسوا 70 مليون إسطوانة خلال مسيرته، وكان على وشك بدأ أعمال فنية في الولايات المتحدة، لكن تعرض عندما صُعق بالكهرباء عن طريق الخطأ أثناء الإستحمام في مارس 1978.

## روابط خارجية
- كلود فرانسوا على موقع IMDb (الإنجليزية)
- كلود فرانسوا على موقع ألو سيني (الفرنسية)
- كلود فرانسوا على موقع ميوزك برينز (الإنجليزية)
- كلود فرانسوا على موقع قاعدة بيانات برودواي على الإنترنت (الإنجليزية)
- كلود فرانسوا على موقع أول ميوزيك (الإنجليزية)
- كلود فرانسوا على موقع ديسكوغز (الإنجليزية)
- كلود فرانسوا على موقع ديسكوغز (الإنجليزية)
- كلود فرانسوا على موقع قاعدة بيانات الفيلم (الإنجليزية)